# Paradise Films
Ne doit pas être confondu avec Paradis Films.
Paradise Films est une société de production cinématographique belge spécialisée dans les longs métrages.

## Films produits (sélection)
- 1975 : Jeanne Dielman, 23, quai du commerce, 1080 Bruxelles de Chantal Akerman
- 1977 : News from home Chantal Akerman
- 1978 : Les Rendez-vous d'Anna Chantal Akerman
- 1980 : Cinq pour cent de risque Jean Pourtalé
- 1980 : La Mémoire courte d'Eduardo Gregorio (de)
- 1986 : Golden eighties Chantal Akerman
- 1988 : Il y a maldonne John Berry
- 1989 : Histoires d'Amérique Chantal Akerman
- 1989 : Les Bois noirs Jacques Deray
- 1990 : Tumultes Bertrand Van Effenterre
- 1991 : Nuit et Jour Chantal Akerman
- 1993 : Faut-il aimer Mathilde ? Edwin Baily
- 1994 : Mécaniques célestes Fina Torres
- 1994 : Poussières de vie de Rachid Bouchareb
- 1995 : Un divan à New York Chantal Akerman
- 1999 : Petite conversation familiale d'Hélène Lapiower
- 1999 : Voyages d'Emmanuel Finkiel
- 2002 : De l'autre côté de Chantal Akerman
- 2003 : Demain on déménage de Chantal Akerman